# ID (album)
Pour les articles homonymes, voir ID.
Albums de dream
Dream World
(2003) Dream Meets Best Hits Avex
(2004)
Compilations par dream
777 ~Best of Dreams~
(2004)
Singles
1. I Love Dream World
Sortie : 10 septembre 2003
2. Identity -Prologue-
Sortie : 25 février 2004

 ID  (prononcé à l'anglaise) est le titre du quatrième album et d'une vidéo de dream.

## Album

### Présentation
ID  est le quatrième album du groupe dream, sorti le 10 mars 2004 au Japon sous le label avex trax. Il atteint la 21e place du classement Oricon, et reste classé pendant trois semaines. C'est alors l'album le moins vendu du groupe. Il sort aussi en édition limitée avec un DVD en supplément contenant les clips vidéos de deux des titres. Une vidéo homonyme au format DVD sortira également deux mois plus tard.
C'est le deuxième album sorti par la nouvelle formation du groupe à huit membres (et le premier avec des chansons originales), après le départ de Mai Matsumoro en 2002 et son remplacement par six nouvelles membres. C'est aussi le dernier disque de cette formation spécifique, l'une de ces nouvelles membres (Risa Ai) quittant le groupe deux semaines plus tard.
Il contient douze chansons (plus un instrumental en introduction), dont quatre étaient déjà parues sur les deux singles du groupe sortis précédemment (trois des quatre chansons du single I Love Dream World, et la chanson-titre du single Identity -Prologue- sorti deux semaines auparavant). L'une d'elles, Embrace Me, attribuée à S-dream featuring Kana, est interprétée en solo par Kana Tachibana.

### Formation
- 1re génération : Kana Tachibana, Yū Hasebe
- 2e génération : Sayaka Yamamoto, Erie Abe, Aya Takamoto, Ami Nakashima, Shizuka Nishida, Risa Ai

### Liste des titres
| CD    | CD | CD                                              | CD    | CD | CD | CD | CD | CD | CD |
| No    | Titre | Paroles / Musique / Arrangements                | Durée |    |    |    |    |    |    |
| ----- | --- | ----------------------------------------------- | ----- | -- | -- | -- | -- | -- | -- |
| 1.    | Identity -Intro- (Identity -intro-)                                                                                                 | Instrumental / Bounceback / Tatoo               | 2:15  |    |    |    |    |    |    |
| 2.    | Fake Or Truth (Fake or Truth) | Goro Matsui / Keiji Tanabe / Tatoo              | 4:43  |    |    |    |    |    |    |
| 3.    | Wo Ai Ni (我愛你) (du 15e single I Love Dream World)                                                                                | Shiho Otowa / Shigeki Sako / Shigeki Sako       | 4:53  |    |    |    |    |    |    |
| 4.    | Aisaretai (愛されたい) | Goro Matsui / ats- / ats-                       | 4:53  |    |    |    |    |    |    |
| 5.    | Embrace Me (par "S-dream featuring KANA" ; du 15e single)                                                                           | Masumi Iizuka / Ramon Zenker / O. Dieckmann     | 4:18  |    |    |    |    |    |    |
| 6.    | Arc Days (ARC DAYS) | Yusuke Toriumi / Y@suo Ohtani / F. Moriyama     | 4:32  |    |    |    |    |    |    |
| 7.    | Innocent | Goro Matsui / Hideaki Kuwabara / Akira Murata   | 4:34  |    |    |    |    |    |    |
| 8.    | Honto no Watashi (ほんとの私) | Goro Matsui / Yasuhiko Hoshino / Yukiyoshi      | 4:56  |    |    |    |    |    |    |
| 9.    | Hideaway | Goro Matsui / Mai Sugimori / Yukiyoshi          | 4:01  |    |    |    |    |    |    |
| 10.   | Tenshi no Haoto Kikoetara (天使の羽音が聴こえたら)                                                                                  | Goro Matsui / Hideaki Kuwabara / Tatoo          | 5:04  |    |    |    |    |    |    |
| 11.   | Identity -Prologue- (Identity -prologue-) (16e single)                                                                              | Shintaro Hagiwara / Bounceback / ats-           | 4:33  |    |    |    |    |    |    |
| 12.   | Everlasting Snow | Bounceback, Dream / Bounceback / ats-           | 4:33  |    |    |    |    |    |    |
| 13.   | I Love Dream World ~Sekaijū no Shiawase wo Utaō~ (I ♥ (love dream) world ~世界中の幸せを歌おう~) (du 15e single I Love Dream World) | Dream, Masumi Iizuka / Shintaro Hagiwara / ats- | 5:26  |    |    |    |    |    |    |
| 58:41 | |                                                 |       |    |    |    |    |    |    |

| 1. | Identity -Prologue- (Identity -prologue-) (clip vidéo du 16e single)                                                        |  |
| 2. | I Love Dream World ~Sekaijū no Shiawase wo Utaō~ (I ♥ (love dream) world ~世界中の幸せを歌おう~) (clip vidéo du 15e single) |  |
| 3. | Member Interview (メンバーインタビュー)                                                                                     |  |

## Vidéo
ID  est une vidéo au format DVD du groupe dream, sorti le 26 mai 2004 au Japon sous le label avex trax, deux mois après l'album homonyme. Elle atteint la 48e place du classement Oricon. Elle contient la représentation filmée de la première comédie musicale du groupe, qui y interprète les chansons de l'album, avec la même formation à huit membres (Kana Tachibana, Yū Hasebe, Sayaka Yamamoto, Erie Abe, Aya Takamoto, Ami Nakashima, Shizuka Nishida, et Risa Ai).
Liste des titres
1. Identity -opening-
2. Fake or Truth (scene. 1)
3. Wo Ai Ni (DANCE) (我愛你［DANCE］?) (chanson du single I Love Dream World)
4. Aisaretai (愛されたい?)
5. Embrace Me (S-dream featuring KANA) (chanson du single I Love Dream World)
6. Hand in Hand (chanson du single Identity -Prologue-)
7. Fake or Truth (scene. 2)
8. Pumpkin Grandmother (パンプキングランドマザー?) (inédit)
9. ARC DAYS
10. Innocent (...) (［竜太ver．］?)
11. Honto no Watashi (ほんとの私?)
12. Hideaway
13. Tenshi no Haoto Kikoetara (天使の羽音 聴こえたら?)
14. ? (心の行方?) (inédit)
15. Innocent (...) (［美月ver．］?)
16. Identity -prologue- (chanson du single Identity -Prologue-)
17. CURTAIN CALL -ending-
18. Mini Live : reality (chanson du single reality)
19. Mini Live : I love dream world ~Sekaijū no Shiawase wo Utaō~ (... ~世界中のしあわせを歌おう~?) (du single I Love Dream World)
20. The Document of ID
21. Interview